# 金史良
金 史良（キム・サリャン、1914年3月3日 - 1950年10月以降行方不明）は、朝鮮の小説家。本名は金時昌（キム・シチャン）。日本語・朝鮮語両方で創作した。「在日朝鮮人文学」の先駆的存在である。

## 若年期
金史良、本名金時昌は1914年（大正3年）3月3日、日本統治時代の朝鮮平壌府陸路里102番地で生まれた。母と姉は熱心なキリスト教徒であり、一族は平壌屈指の富裕層で、兄の金時明はのちに朝鮮人としては最初の朝鮮総督府専売局長に就任した。
平壌高等普通学校5年の時の1932年（昭和7年）冬に、留学のため初めて日本に渡る。当時の一般的な朝鮮人学生とは異なり、金史良は日本への留学は本意ではなく、北京の大学に憧れていたという。
1933年（昭和8年）に兄の母校である（旧制）佐賀高等学校（現・佐賀大学）文科乙類に入学する。このころから日本語による創作をはじめる。卒業記念誌に「荷」を発表したのが、公表された作品のはじめである。

## 東京帝国大学
1935年（昭和10年）、東京帝国大学文学部に進学し、ドイツ文学を専攻する。翌年5月からは友人らと同人誌『堤防』を発刊し、通巻で5冊発行する。この時期に金史良は、朝鮮芸術座と関わったために一度検挙され、1937年（昭和12年）10月28日から2か月あまりを本富士警察署で未決囚として過ごした。
大学時代は、村山知義の知遇を得て、『新潮』に原稿もちこみをしたこともあった。卒業後、同人誌『文芸首都』に参加して、作品を発表する。同じ時期に、朝鮮で発行されていた雑誌には朝鮮語での創作を載せていた。これは、日本語で書くことで、日本の読者に朝鮮をめぐる現実を知ってほしいという意識があったためだといわれている。芥川賞の候補作になった日本社会の中に自分の居場所を見つけようとして悩んでいる朝鮮出身の学生を主人公にした「光の中に」（1939年）も、『文芸首都』に掲載された。
1939年（昭和14年）の4月に、北京旅行中に京城の朝鮮日報社で学芸部記者として1か月半を過ごす。大学院に在籍したのはこの年の4月27日からで、1941年4月26日付けで除籍されている。目覚しい創作活動ぶりを示した時期と大学院に在籍していた時期がほぼ一致していることから、東京で創作活動を続けることが主たる目的であったと推測される。

## 作家生活
芥川賞候補作となった「光の中に」以降、「土城廊」「箕子林」「天馬」「草深し」などを相次いで発表し、一年足らずの間に日本における民族主義作家としての地歩を固めた。プロレタリア文学が後退する時勢の中にあって、朝鮮文学は朝鮮語による表記がある程度統治権力の眼をくらませたことから、発展の道は確保されていたように思えたが、1939年10月29日に朝鮮文人協会は「朝鮮文人報国会」として改編されるなど、金史良を含む朝鮮人作家らはなしくずし的に「内鮮一体」を唱える統治権力への隷従を迫られた。日本文壇が朝鮮に対する植民地政策に関与するようになる文芸銃後運動も強くなり、金史良の直面していた状況は非常に厳しいものであった。太平洋戦争の開戦の翌日の1941年12月9日朝に鎌倉警察署に検挙され、翌年1月末に釈放されている。従軍作家になり時局に協力する「文章報国」、あるいは執筆そのものの禁止など、釈放の条件については不明であるが、この釈放の時点で思想的、政治的な後退があったことは否めない。釈放のすぐ後の1942年2月、金史良は旅費を調達して帰国した。日本における彼の著作活動は、この1939年秋から1941年秋までの、わずか2年間であった。

## 平壌
帰国後、金史良は郷里の平壌府仁興町に落ち着いたが、表立った活動はまったくなかった。沈黙の中で、日本統治下における彼の作品活動の集大成とも言うべき長編「太白山脈」を執筆し、1943年（昭和18年）に発表する。李朝末期の激動期、火田民と呼ばれる最下層民衆が太白山脈に自由の新天地を求めて戦うというこの作品は、民族主義作家としての金史良が時局の中で選択したギリギリの抵抗の所産であった。「太白山脈」は『國民文學』に連載され、1943年10月に完結し、細かなエッセイを別とすれば、彼の日本語による最後の小説作品となった。バイリンガルの作家であった金史良の、伝奇的、通俗的な武侠小説の面白さをはらんだこの作品は、しかし、日本語で書かれる積極的な意味を見出すことができないとも言える。
しかしこの作品以降、海軍見学団の一員として派遣が決定され、時局協力は差し迫ったものとなり、ルポルタージュ「海軍行」から長編小説「海への歌」に至るまで、激しい憤りと絶望感を内に秘めながら「宣伝小説」を書き、統治権力への協力の姿勢を強めていった。いずれも朝鮮語で書かれ、植民地朝鮮での御用新聞である朝鮮語版の総督府機関紙「毎日申報」にて連載された。
日本語でならともかく、朝鮮語で国策便乗の親日的な文章を書いてしまったという強い挫折感から、1944年（昭和19年）に入ると彼は著作活動を中止し、大同工業専門学校に勤めてドイツ語を教えた。この沈黙状態は、中国の抗日地区へ脱出する1945年（昭和20年）6月頃まで続いた。

## 中国抗日地区への脱出
1945年2月、金史良は國民総力朝鮮聯盟兵士後援部から「在支朝鮮出身学徒兵慰問団」の一員として北京に派遣され、北京飯店236号室に投宿した。ここで抗日解放区への脱出を模索し、5月29日午前に北京駅から南下する列車に乗り彰徳へ向かう。30日午後4時15分、順徳駅で下車し工作員に手引きされ、日本軍の封鎖線を突破し、徒歩や人力車で31日午前3時15分に華北朝鮮独立同盟の連絡地点に到着した。めざした華北朝鮮独立同盟の本拠地、河南店に近い南庄村に到着したのはおよそ1か月後の6月末から7月にかけてであった。このころの作品として、脱出行から抗日陣営に身を投じるまでの経験を書いた『駑馬万里』のほかに、「胡蝶」「ドボンイとベベンイ」といった徹底抗戦を呼びかけ文化啓蒙と宣伝を目的とした戯曲を書いた。

## 日本の敗戦後
日本の敗戦後、彼は張家口から熱河省承徳を経て京城にもどった。京城から再び平壌に戻ったのは1946年2月頃で、解放後の新しい朝鮮の社会状況の中で、作家的情熱を作品活動に注いだ。

## 朝鮮戦争と死亡
1950年6月、朝鮮戦争がはじまると北朝鮮の朝鮮人民軍に従軍する。この従軍中に金史良が死亡したことを日本に知らせたのは、1952年3月22日付の中華人民共和国の新聞「光明日報」の中の呉邁による記事で、のちに日本で発行されていた朝鮮語紙「解放新聞」に翻訳、転載された。この時期に釜山に近づいた記録「海が見える」と「われらかく勝てり」を執筆し、のちに刊行された。
呉邁の記事によると、金史良はアメリカ軍の仁川上陸に対応して朝鮮人民軍が第一次撤退作戦を行っている最中の1950年10月に「生涯を絶った」とある。霜多正次の聞き書きによれば、撤退の途中に持病の心臓病を悪化させ落伍したようであり、江原道原州付近で落伍して以降の消息は今日まで不明である。行方不明になった時点で36歳であり、そのまま死亡したと考えられている。
北朝鮮のサイトによると、北朝鮮政府は2013年6月に朝鮮民主主義人民共和国英雄の称号を追贈した。ただし、漢字表記は「金思良」とされている。

## 朝鮮語で書かれ日本語で読める作品
- 上記『駑馬万里』は安宇植訳で朝日新聞社から刊行
- 「海が見える」は『新日本文学』1953年9月号に掲載
- 『金史良全集』（河出書房新社）の第4巻は朝鮮語作品が収録されている（第1巻から第3巻までは日本語作品）
- 訳者不明「草探し」『文芸』8巻7号、1940年
- 大村益夫訳「留置場で会った男」『朝鮮短篇小説選 下』岩波書店、1984年